# Göteborgs folkbibliotek

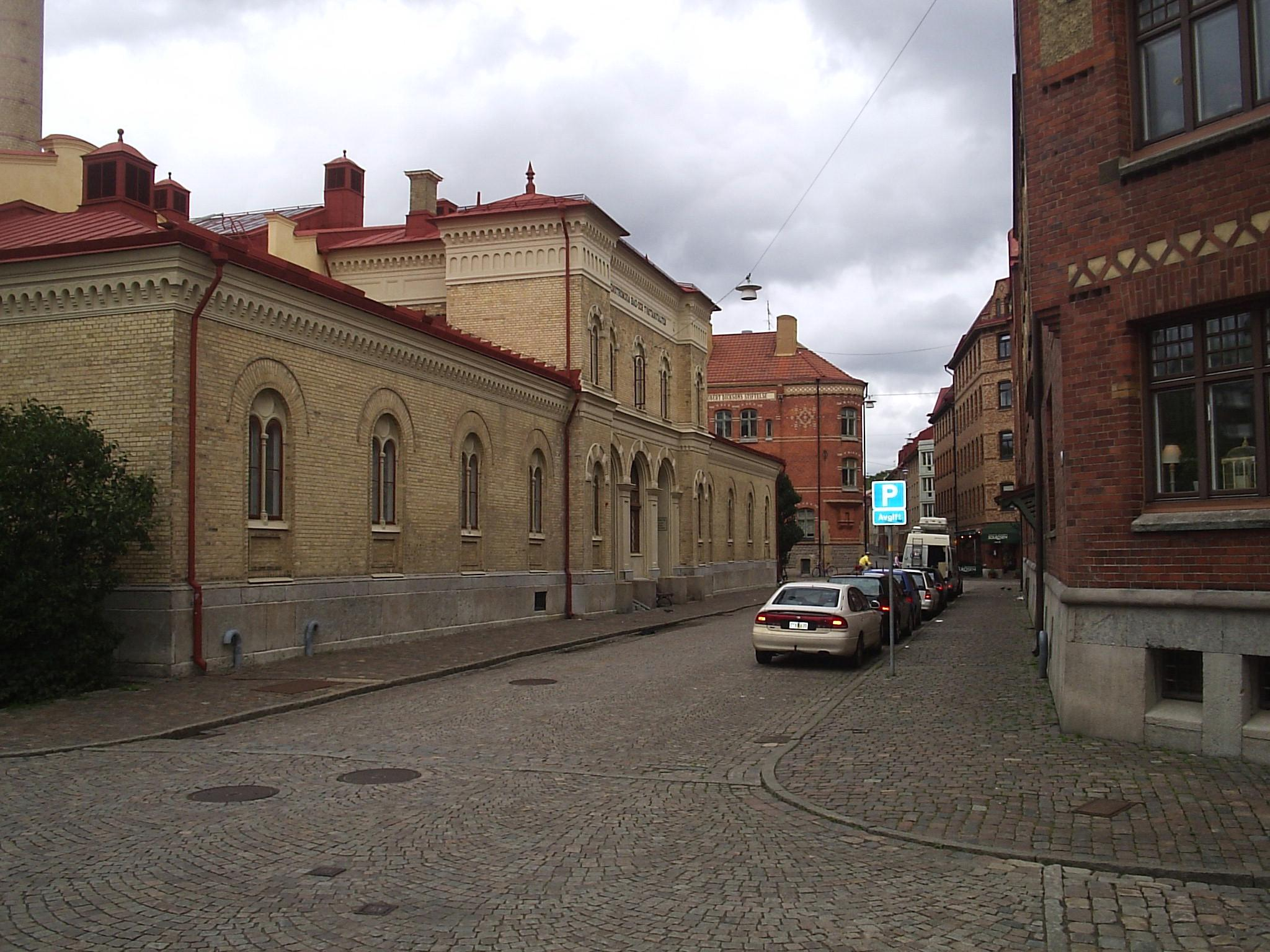
Göteborgs första folkbibliotek installerades 1861 vid Haga Östergata.

Göteborgs folkbibliotek var ett antal centrala- och lokala folkbibliotek i Göteborg 1861-1967. Det sistnämnda året övertog Göteborgs stadsbibliotek vid Götaplatsen folkbibliotekets funktion.

## Historik

### Bakgrund
I sin första donation hade Robert Dickson förordnat, att av arbetarbostädernas hyresavkastningen skulle en tiondel användas till andra "sådana nyttiga och behöfliga inrättningar, som afse arbetsklassens förmån och förbättring i gudsfruktan, sedlighet och kunskaper, dervid dock är fästat det bestämda vilkor, att dessa inrättningar icke må blifva beskaffenhet att deras tillvägabringande på detta sätt föranleder befrielse från eller lindring i afgifter, som det åligger samhället att utgöra, hvilket vilkor likväl icke afse hinder för beredande af undervisningsanstalter inom stiftelsen för mindre bemedlades barn". 
Då sonen, James Robertsson Dickson 1861 grundade Göteborgs stads folkbibliotek, angav han att "10%-fonden" kunde användas. De delen av ursprungsdonationen utgjorde vid tillfället 100 000 riksdaler, varav två tredjedelar skulle avsättas till en byggnadsfond och en tredjedel till en fond för bibliotekets underhåll. 
Under 1861 organiserade han med hjälp av löjtnant H. A. Reuterskiöld biblioteket. Reuterskiöld skriver i sin 25-årsberättelse "att brukspatron James Dickson mycket gladde sig åt denna sin stiftelse och följde med vaket intresse dess verksamhet så länge som hans hälsa tillät honom det, men de sista åren af hans lif, då en smärtsam sjukdom höll honom fastkedjad vid sjukrummet, underhölls biblioteket på hans bekostnad till dess det den i jan. 1875 tillfölje af brukspatronens testamentariska förordnande öfvertogs af styrelsen för Robert Dicksons stiftelse".

### Göteborgs Stads FolkBibliothek

Förslagsritning av arkitekten Adolf Wilhelm Edelsvärd för nytt folkbibliotek i Göteborg från år 1862.

Den 31 december 1861 invigde domprost Peter Wieselgren Göteborgs första folkbibliotek – Göteborgs Stads FolkBibliothek. Det hade den 15 maj samma år instiftats av instiftat av brukspatronen James Dickson och inrättats i två lägenheter på Haga Östergata 5, i ett av den Dicksonska stiftelsens hus i stadsdelen Haga. Placeringen var medveten, då Haga var känd som en arbetarstadsdel. Dickson ville ge "de hårt slitande arbetarna" gratis nöje på detta sätt. 1. De omändrades för detta ändamål till en större läse- och bibliotekssal. Till lokalen hörde även rum och kök för bibliotekarien. För detta erlades en årlig hyra av 240 riksdaler. Längre fram bortföll denna hyra. Denna lokal kunde bereda plats för 24 personer för läsning på platsen. År 1878 utvidgades lokalen genom tillägg av en enrumslägenhet och kunde då rymma dubbla antalet. 

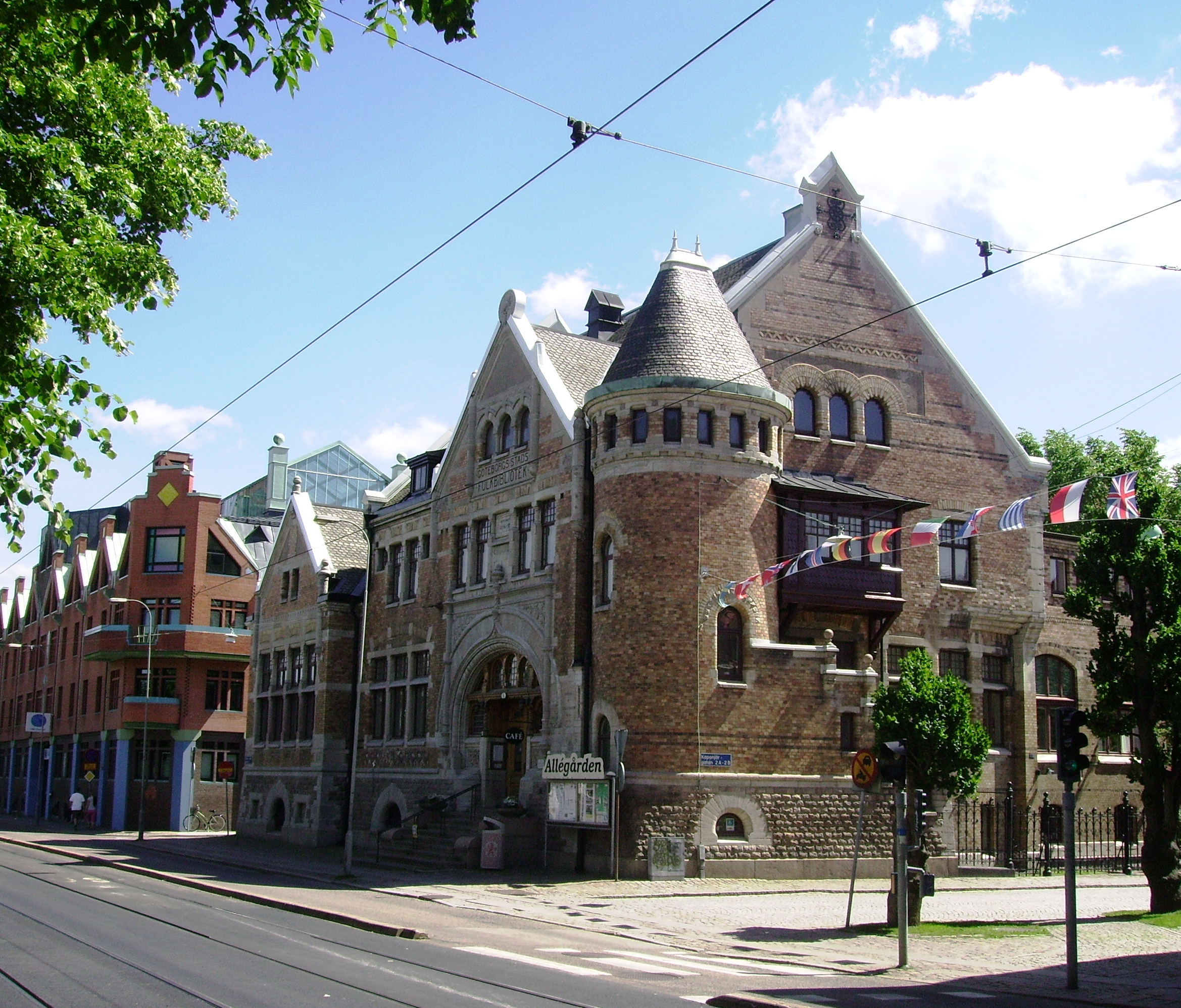
Dicksonska folkbiblioteket.

### Dicksonska folkbiblioteket
År 1897 hade huset blivit för trångt, och i stället flyttade man till ett, av stiftelsen nybyggt hus på Södra Allégatan 4 (senare kallat Hagahuset, nuvarande Allégården), där det egentliga första folkbiblioteket i Skandinavien inrättades. Biblioteket öppnades 18 oktober 1897, hade ritats av arkitekt Hans Hedlund och var hans första jugendhus.
I bottenvåningen fanns läsesalar, bokrum, tidskriftsrum samt en speciell läsesal för kvinnor. På den andra våningen var det bostäder för föreståndarinnan och vaktmästaren. Från 1902 fram till 1973 är huset känt som Dicksonska folkbiblioteket och var huvudbibliotek för stadens folkbibliotek fram till 1967. Det övertogs 1950 helt av Göteborgs stad och uppgick 1967 i det nya stadsbiblioteket vid Götaplatsen som fick namnet Göteborgs stadsbibliotek.

## De tidigaste Dicksonska-filialerna
Den 25 september 1902 öppnades Redbergslids folkbibliotek (Redbergsvägen 14), 5 februari 1903 Majornas folkbibliotek (Stigbergstorget 2), Landala folkbibliotek 1 augusti 1914 (Kapellplatsen) och 7 januari 1914 Lundby folkbibliotek (Apollogatan). Genom Dicksonska folkbibliotekets initiativ, kom bokbussverksamheten igång 9 oktober 1950 med besök en gång i veckan till olika stadsdelar.